# Canal do Varadouro

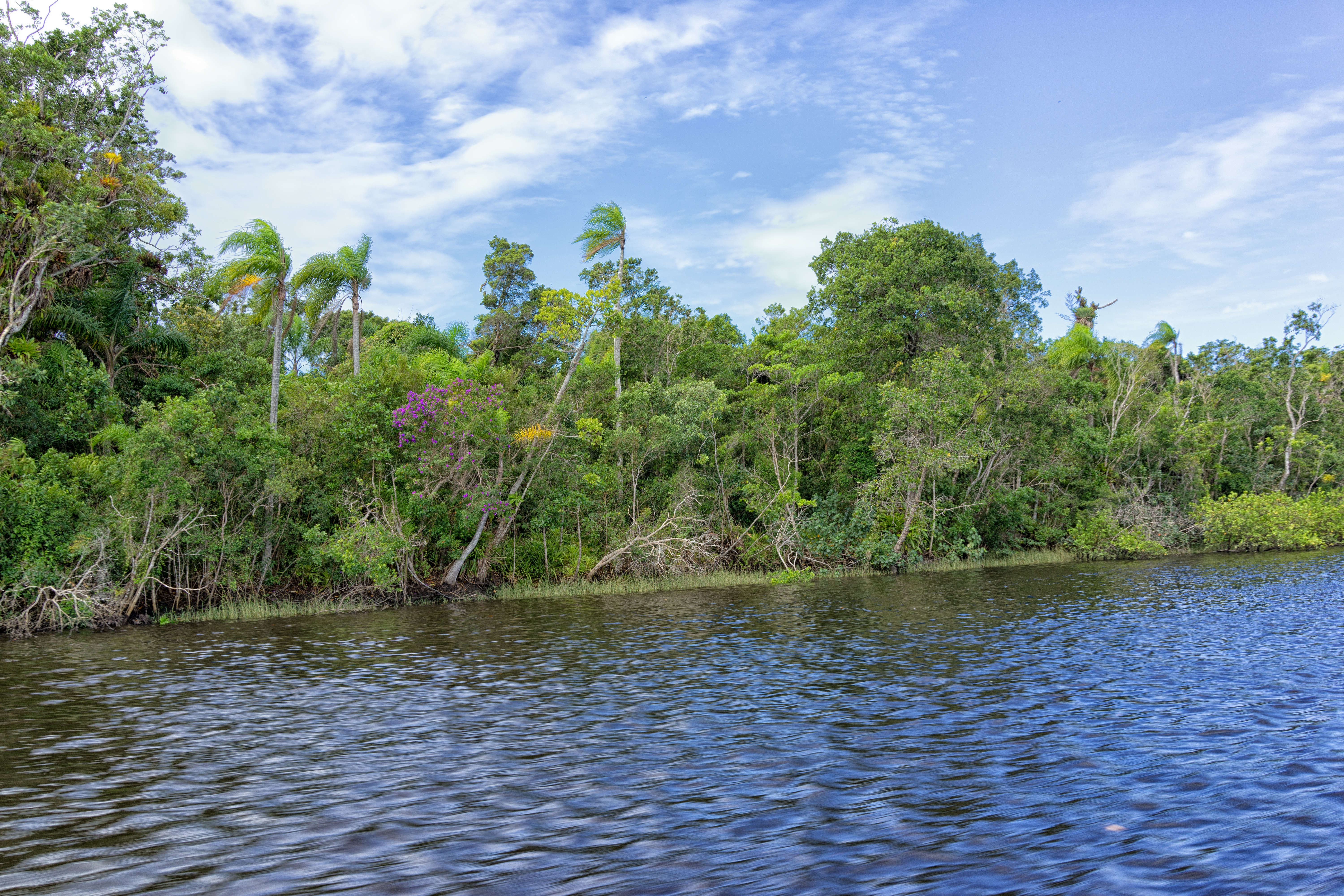
Vista parcial do Canal do Varadouro.

O Canal do Varadouro é um acidente geográfico do estado brasileiro do Paraná. É o curso d'água que separa a ilha de Superagüi do continente paranaense de modo que essa ilha não fosse parte de um continente. A cidade-fantasma de Ararapira fica ao norte dessa ilha, às margens do rio Ararapira.
O canal do Varadouro é um canal artificial que começou a ser aberto pelos moradores do litoral em 1820. A abertura era uma necessidade das comunidades de Paranaguá e de Cananéia (SP). Os pescadores que passavam por ali precisavam "varar" a terra com suas canoas, daí o nome "varadouro". Os moradores e comerciantes precisavam dessa via de acesso para o transporte de produtos e de passageiros. No início da década de 1950 foi iniciado as obras de iniciativa governamental, dando forma a passagem. O canal foi inaugurado em 1952.
O Canal do Varadouro tem aproximadamente seis quilômetros de extensão e sua abertura deu origem à Ilha de Superagui, que pertence ao município de Guaraqueçaba. Nos últimos anos o canal tem sido usado para fins turísticos e esportivos.